# 大慈佛社
大慈佛社位於台灣台北市試院路，為主祀觀世音菩薩之佛教廟宇。該建物興建於1957年，今為位於台北文山區之仿古廟宇建築。另外，該廟宇的組織型態為管理人制，祭典日期則是每年農曆之三月廿九。

## 歷史
大慈佛社創立於一九五七年，最初是馬紹謙老師經過三次遷移，始安定於現址，原大慈佛社是修習密宗的道場，由馬社長帶領信眾學佛修習行。
一九七四年，馬社長往生前遺囑：整個佛社的寺務交由信眾管理，歷經多年來的人事變遷，當年的護法信徒都已年紀老邁，幾經波折，遺失大慈佛社所有的產權資料。
一九九五年，大慈佛社護法信徒曹游鼎泌女士，集合當地信徒協商討論，並主動與佛光山洽談，希望佛光山接管寺產，進而使沈寂已久的弘法活動復興起來，真正發揮寺院的功能。
佛光山襄助該寺，將所有寺產資料辦理齊全，並與大慈佛社信眾召開多次信徒大會，取得一致共識，於一九九七年八月二十二日，順利將大慈佛社交給佛光山管理，並推選慈莊法師為住持。同年十一月十二日由永懺法師擔任監寺正式開始各項弘法共修活動。
二零零四年監寺一職交接給滿化法師，繼續待令信眾弘法共修與後山出坡。
二零一零年滿化法師將監寺職務交給妙殷法師繼續擔任。
二零二零年由住持滿謙法師布達人事命令將監寺職務移交給妙賢法師繼續擔任。